# Jules Quélin
Pour les articles homonymes, voir Quélin.
Jules Quélin, né le 7 avril 1835 aux Ponts-de-Cé (Maine-et-Loire), et mort le 7 avril 1911 à Angers, jour de ses 76 ans, est un poète et astronome français.

## Biographie
Il était membre de la Société d’agriculture, sciences et arts d’Angers entre 1861 et 1871, date où il en démissionne.
En 1878, il crée, à partir d’un don d’ouvrages, la Bibliothèque Populaire de l’École communale des Ponts-de-Cé.
En 1888, alors conseiller municipal à Angers, il propose la création de L'Observatoire météorologique municipal d'Angers. Il en devient directeur, puis directeur honoraire en 1901. Une rue des Ponts-de-Cé porte son nom.

## Publications
- L'Inondation de 1856 à Tours, récit en vers, 1856 - 8 pages
- Les Aspirations, poésies complètes (jeunesse, age mûr, vieillesse) de Hudon frères, 1899 - 280 pages
- Notice sur l'histoire de l'Observatoire météorologique municipal d'Angers Germain et G. Grassin, 1908 - 5 pages